# Pfarrkirche Obergurgl

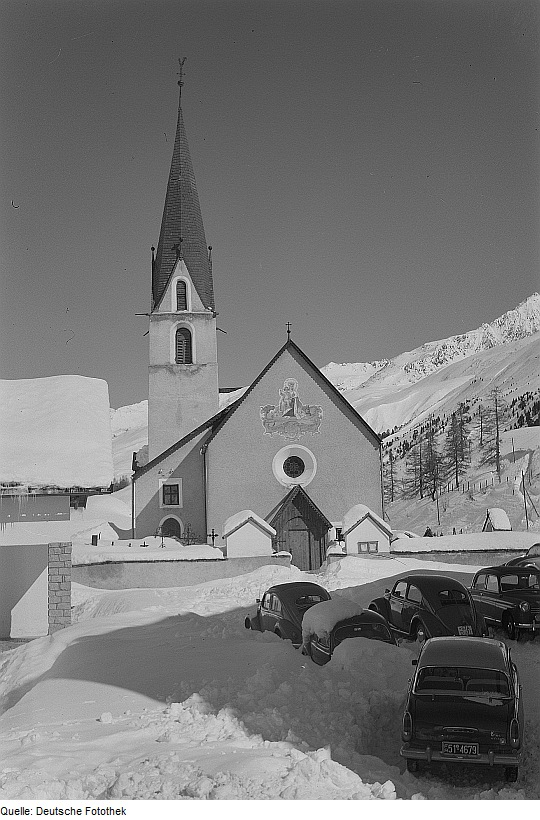
Aufnahme aus den 1960er

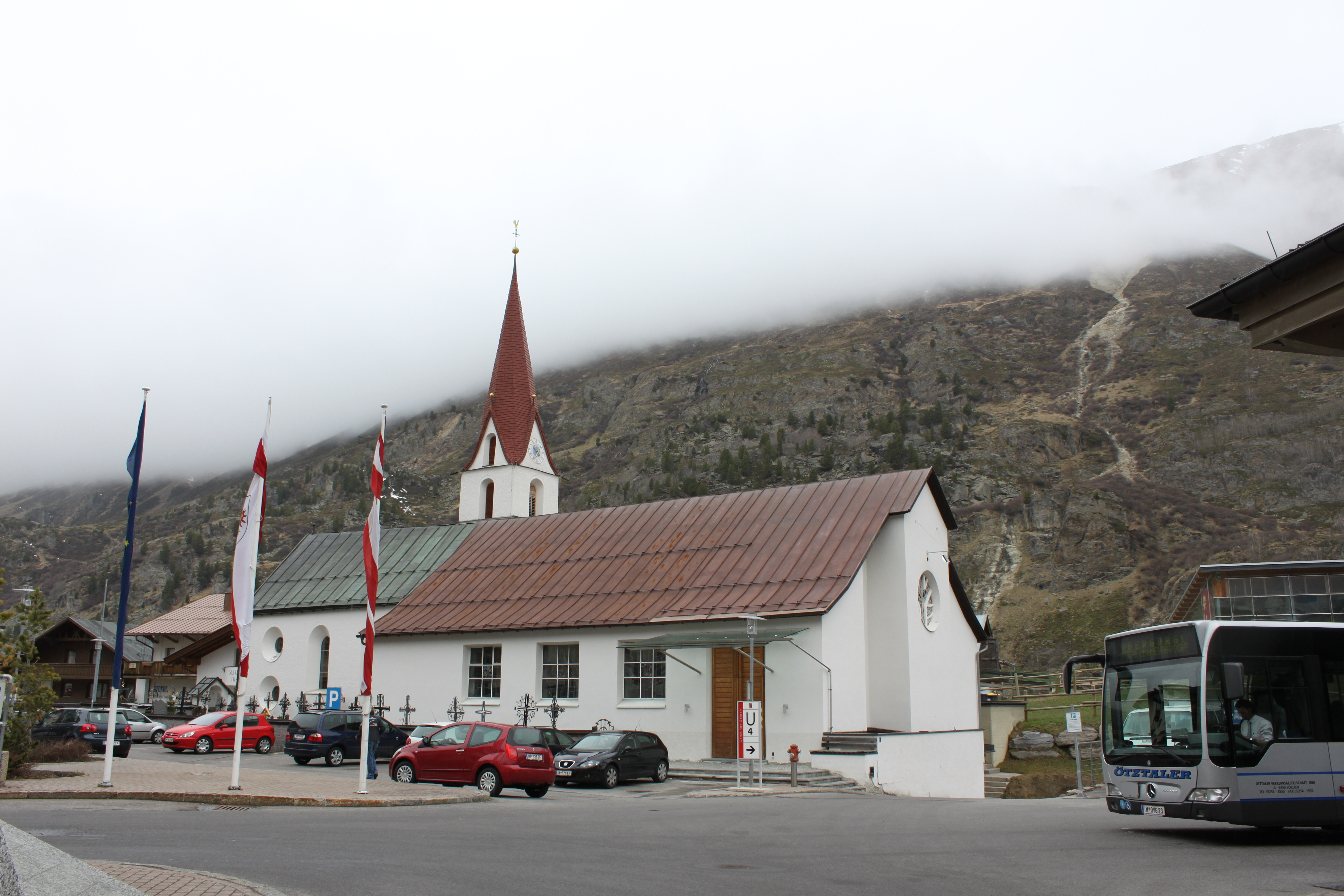
Die Pfarrkirche Johannes Nepomuk in Obergurgl

Die Pfarrkirche Obergurgl steht im Ort Obergurgl in Gurgl in der Gemeinde Sölden in Tirol. Die römisch-katholische Pfarrkirche hl. Johannes Nepomuk gehört zum Dekanat Silz der Diözese Innsbruck.  Die höchstgelegene Pfarrkirche Österreichs auf 1927 m Seehöhe steht unter Denkmalschutz (Listeneintrag).

## Geschichte
Urkundlich wurde 1726 eine Kuratienkirche an der Stelle einer Kapelle errichtet und im Jahre 1737 auf den 1729 heiliggesprochenen Johannes Nepomuk geweiht. Im Jahre 1315 wurden die Schwaighöfe von Gurgl von der Urpfarre Silz im Inntal an die Pfarre Umhausen gegeben. Die Kuratienkirche wurde 1891 zur Pfarrkirche erhoben. Die Kirche wurde 1924 mit Architekt Clemens Holzmeister um ein Emporenjoch und eine Seitenkapelle erweitert. Wieder mit Architekt Holzmeister wurde 1966 erweitert, wobei an der Stelle des ehemaligen Altarraumes nun ein breiterer tiefer gesetzter Neubau anschließt. Der Zubau wurde von Bischof Paulus Rusch auf den hl. Paulus geweiht. Im Übergang zwischen Altbau und Neubau steht der Volksaltar und es kann die Messfeier in beide Richtungen gelesen werden. 1998 wurde die Empore im alten Langhaus abgebrochen und eine neue Empore im Zubau errichtet.

## Architektur
Im barocken dreijochigen Langhaus mit Stichkappentonne und Rundbogenfenstern sind Deckenmalereien von Rudolf Margreiter aus 1930. Der Kirchturm im Norden hat Rundbogenfenster und einen Giebelspitzhelm.

## Ausstattung
Es gibt ein Vortragekreuz aus der Zeit um 1755, welches Joseph Götsch zugeschrieben wird.
Es gibt eine Glocke von Jakob Graßmayr aus 1726.